# Az 1964. évi téli olimpia magyarországi résztvevőinek listája
Az 1964. évi téli olimpiai játékokon a magyar csapat tagjaként 22 férfi és 6 női sportoló vett részt. Az olimpia műsorán szereplő tíz sportág ill. szakág közül hatban indult magyar versenyző. A magyarországi résztvevők száma az egyes sportágakban ill. szakágakban a következő (zárójelben a magyar indulókkal rendezett versenyszámok száma, kiemelve az egyes oszlopokban előforduló legmagasabb érték, vagy értékek):
| Sportág, szakág    | Helyezések száma | Helyezések száma | Helyezések száma | Helyezések száma | Helyezések száma | Helyezések száma | Olimpiai pont | Magyar résztvevő | Magyar résztvevő | Magyar résztvevő |
| Sportág, szakág    | 1.               | 2.               | 3.               | 4.               | 5.               | 6.               | Olimpiai pont | Férfi            | Nő               | Össz.            |
| Alpesisí (3)       | 0                | 0                | 0                | 0                | 0                | 0                | 0             | 0                | 1                | 1                |
| Gyorskorcsolya (7) | 0                | 0                | 0                | 0                | 0                | 0                | 0             | 2                | 1                | 3                |
| Jégkorong (1)      | 0                | 0                | 0                | 0                | 0                | 0                | 0             | 17               | 0                | 17               |
| Műkorcsolya (2)    | 0                | 0                | 0                | 0                | 0                | 0                | 0             | 1                | 1                | 2                |
| Sífutás (3)        | 0                | 0                | 0                | 0                | 0                | 0                | 0             | 0                | 3                | 3                |
| Síugrás (2)        | 0                | 0                | 0                | 0                | 0                | 0                | 0             | 2                | 0                | 2                |
|                    |                  |                  |                  |                  |                  |                  |               |                  |                  |                  |
| Összesen           | 0                | 0                | 0                | 0                | 0                | 0                | 0             | 22               | 6                | 28               |

## ABC-rendi bontás
A következő táblázat ABC-rendben sorolja fel azokat a magyarországi sportolókat, akik az olimpián részt vettek. Lásd még: sportágankénti ill. szakágankénti bontás.
| Ábécé szerinti tartalomjegyzék                                                                           |
| --- |
| A, Á B C Cs D Dz Dzs E, É F G Gy H I, Í J K L Ly M N Ny O, Ó Ö, Ő P Q R S Sz T Ty U, Ú Ü, Ű V W X Y Z Zs |

| Sportoló | Sportág, szakág | Versenyszám | Helyezés (elért eredmény) |

## A
| Almássy Zsuzsa | műkorcsolya | női egyéni | 17. hely (159/189,10) |

## B
| Babán József   | jégkorong | férfi csapat | 16. hely            |
| Balázs Éva     | sífutás   | Női 10 km    | 19. hely (46:04,7)  |
| Balázs Éva     | sífutás   | Női 3 × 5 km | 8. hely (1:10:16,3) |
| Bánkuti Árpád  | jégkorong | férfi csapat | 16. hely            |
| Beszteri János | jégkorong | férfi csapat | 16. hely            |
| Bikár Péter    | jégkorong | férfi csapat | 16. hely            |
| Boróczi Gábor  | jégkorong | férfi csapat | 16. hely            |

## Cs
| Csávás László | síugrás | normálsánc | 52. hely (170,90 – 69,0/67,0) |
| Csávás László | síugrás | nagysánc   | 49. hely (169,80 – 75,0/74,0) |

## É
| Ébert Jenő | műkorcsolya | férfi egyéni | 21. hely (188/176,32) |

## G
| Gellér László | síugrás | normálsánc | 42. hely (189,50 – 74,0/74,5) |
| Gellér László | síugrás | nagysánc   | 34. hely (187,40 – 87,0/82,0) |

## H
| Hemrik Katalin | sífutás | Női 5 km     | 29. hely (21:26,7)  |
| Hemrik Katalin | sífutás | Női 3 × 5 km | 8. hely (1:10:16,3) |

## I
| Ihász Kornélia | gyorskorcsolya | női 500 m      | 25. hely (50,9)    |
| Ihász Kornélia | gyorskorcsolya | női 1500 m     | 20. hely (2:35,1)  |
| Ihász Kornélia | gyorskorcsolya | női 3000 m     | 18. hely (5:41,4)  |
| Ivánkai György | gyorskorcsolya | férfi 500 m    | 40. hely (44,3)    |
| Ivánkai György | gyorskorcsolya | férfi 1500 m   | 38. hely (2:19,9)  |
| Ivánkai György | gyorskorcsolya | férfi 5000 m   | 26. hely (8:19,4)  |
| Ivánkai György | gyorskorcsolya | férfi 10 000 m | 33. hely (17:47,3) |

## J
| Jakabházy László | jégkorong | férfi csapat | 16. hely |

## K
| Kertész József | jégkorong | férfi csapat | 16. hely |
| Koutny Lajos   | jégkorong | férfi csapat | 16. hely |

## L
| Lőrincz Ferenc  | jégkorong | férfi csapat | 16. hely |
| Losonczi György | jégkorong | férfi csapat | 16. hely |

## M
| Martos Mihály | gyorskorcsolya | férfi 500 m  | 37. hely (44,0)   |
| Martos Mihály | gyorskorcsolya | férfi 1500 m | 50. hely (2:26,8) |
| Martos Mihály | gyorskorcsolya | férfi 5000 m | 41. hely (8:47,1) |

## O
| Orosz Károly | jégkorong | férfi csapat | 16. hely |

## R
| Raffa György    | jégkorong | férfi csapat | 16. hely |
| Rozgonyi György | jégkorong | férfi csapat | 16. hely |

## S
| Schwalm Béla | jégkorong | férfi csapat | 16. hely |

## Sz
| Szendrődi-Kővári Ildikó | alpesisí | női lesiklás         | 43. hely (2:22,22) |
| Szendrődi-Kővári Ildikó | alpesisí | női műlesiklás       | 26. hely (1:54,91) |
| Szendrődi-Kővári Ildikó | alpesisí | női óriás-műlesiklás | 41. hely (2:19,24) |

## T
| Tarnai Mária | sífutás | Női 10 km    | 30. hely (48:18,9)  |
| Tarnai Mária | sífutás | Női 3 × 5 km | 8. hely (1:10:16,3) |

## V
| Vedres Mátyás | jégkorong | férfi csapat | 16. hely |

## Z
| Ziegler János | jégkorong | férfi csapat | 16. hely |
| Zsitva Viktor | jégkorong | férfi csapat | 16. hely |

## Sportágankénti ill. szakágankénti bontás
A következő táblázat sportáganként sorolja fel azokat a magyarországi sportolókat, akik az olimpián részt vettek. Lásd még: ABC-rendi bontás.
| Alpesisí | Gyorskorcsolya | Jégkorong | Műkorcsolya | Sífutás | Síugrás |

| Versenyszám | Sportoló | Helyezés (elért eredmény) |

## Alpesisí
| női lesiklás         | Szendrődi-Kővári Ildikó | 43. hely (2:22,22) |
| női műlesiklás       | Szendrődi-Kővári Ildikó | 26. hely (1:54,91) |
| női óriás-műlesiklás | Szendrődi-Kővári Ildikó | 41. hely (2:19,24) |

## Gyorskorcsolya
| férfi 500 m    | Ivánkai György | 40. hely (44,3)    |
| férfi 500 m    | Martos Mihály  | 37. hely (44,0)    |
| férfi 1500 m   | Ivánkai György | 38. hely (2:19,9)  |
| férfi 1500 m   | Martos Mihály  | 50. hely (2:26,8)  |
| férfi 5000 m   | Ivánkai György | 26. hely (8:19,4)  |
| férfi 5000 m   | Martos Mihály  | 41. hely (8:47,1)  |
| férfi 10 000 m | Ivánkai György | 33. hely (17:47,3) |
| női 500 m      | Ihász Kornélia | 25. hely (50,9)    |
| női 1500 m     | Ihász Kornélia | 20. hely (2:35,1)  |
| női 3000 m     | Ihász Kornélia | 18. hely (5:41,4)  |

## Jégkorong
| férfi csapat | Babán József     | 16. hely |
| férfi csapat | Bánkuti Árpád    | 16. hely |
| férfi csapat | Beszteri János   | 16. hely |
| férfi csapat | Bikár Péter      | 16. hely |
| férfi csapat | Boróczi Gábor    | 16. hely |
| férfi csapat | Jakabházy László | 16. hely |
| férfi csapat | Kertész József   | 16. hely |
| férfi csapat | Koutny Lajos     | 16. hely |
| férfi csapat | Lőrincz Ferenc   | 16. hely |
| férfi csapat | Losonczi György  | 16. hely |
| férfi csapat | Orosz Károly     | 16. hely |
| férfi csapat | Raffa György     | 16. hely |
| férfi csapat | Rozgonyi György  | 16. hely |
| férfi csapat | Schwalm Béla     | 16. hely |
| férfi csapat | Vedres Mátyás    | 16. hely |
| férfi csapat | Ziegler János    | 16. hely |
| férfi csapat | Zsitva Viktor    | 16. hely |

## Műkorcsolya
| férfi egyéni | Ébert Jenő     | 21. hely (188/176,32) |
| női egyéni   | Almássy Zsuzsa | 17. hely (159/189,10) |

## Sífutás
| női 5 km     | Hemrik Katalin | 29. hely (21:26,7)  |
| női 10 km    | Balázs Éva     | 19. hely (46:04,7)  |
| női 10 km    | Tarnai Mária   | 30. hely (48:18,9)  |
| női 3 × 5 km | Balázs Éva     | 8. hely (1:10:16,3) |
| női 3 × 5 km | Hemrik Katalin | 8. hely (1:10:16,3) |
| női 3 × 5 km | Tarnai Mária   | 8. hely (1:10:16,3) |

## Síugrás
| normálsánc | Csávás László | 52. hely (170,90 – 69,0/67,0) |
| normálsánc | Gellér László | 42. hely (189,50 – 74,0/74,5) |
| nagysánc   | Csávás László | 49. hely (169,80 – 75,0/74,0) |
| nagysánc   | Gellér László | 34. hely (187,40 – 87,0/82,0) |